# Marsabit
Marsabit este un oraș din Kenya, locuit de nativii Gabbra, Burji, Borana și Rendille.